# Тоуни, Айван
Айван Бенджамин Элайджа Тоуни (англ. Ivan Benjamin Elijah Toney; род. 16 марта 1996, Нортгемптон, Восточный Мидленд) — английский футболист, нападающий саудовского клуба «Аль-Ахли» и сборной Англии. Участник чемпионата Европы 2024.

## Карьера

### «Нортгемптон Таун»
Тоуни родился в городе Нортгемптон, графство Нортгемптоншир, Англия. Начал футбольную карьеру в клубе «Нортгемптон Таун» из своего родного города. В первой команде дебютировал 13 ноября 2012 года в кубковом матче против «Брэдфорд Сити» на «Вэлли Пэрейд», где заменил Льюиса Уилсона в конце матча. В свои 16 лет стал самым молодым игроком «Нортгемптон Таун» за всю историю существования клуба. На следующий день в матче молодёжного кубка Англии против «Йорк Сити» Тоуни забил 4 гола, матч закончился победой со счётом 5:0.
Во Второй лиге Англии Тоуни дебютировал 28 сентября 2013 года в домашнем матче против «Моркам», где заменил Бена Тозера на 74-й минуте матча. Свой первый гол во Второй лиге Тоуни забил 26 апреля 2014 года в матче против «Дагенем энд Редбридж». В этом матче он забил два гола, матч закончился со счётом 3:0. 3 мая в последнем матче сезона против «Оксфорд Юнайтед» Тоуни забил головой, «Нортгемптон Таун» выиграл эту встречу со счётом 3:1 и избежал вылета в Национальную Конференцию.
13 августа 2014 года Тоуни забил головой в первом раунде Кубка Футбольной лиги в ворота «Вулверхэмптон Уондерерс», команда Тоуни выиграла матч со счётом 3:2. Свой первый гол в сезоне 2014/15 Тоуни забил 20 сентября в матче против «Аккрингтон Стэнли». В этом матче он забил два гола, но встреча была проиграна со счётом 4:5. Неделю спустя он забил единственный и победный гол в матче против «Моркам».
В ноябре 2014 года Тоуни был близок к переходу в «Вулверхэмптон Уондерерс» за 500 тыс. фунтов. Однако трансфер сорвался после медицинского осмотра.

### «Ньюкасл Юнайтед»
6 августа 2015 года Тоуни подписал долгосрочный контракт с «Ньюкасл Юнайтед». Впервые вышел на поле во втором раунде Кубка Футбольной лиги 25 августа, где заменил Массадио Айдара в конце матча против своей бывшей команды из Нортгемптона. 26 сентября дебютировал в Английской премьер-лиге в матче против «Челси», заменил Александара Митровича на 85-й минуте.

### Аренда в «Барнсли»
9 ноября 2015 года Тоуни на правах аренды перешёл в «Барнсли», срок аренды был рассчитан на 28 дней. Дебютировал в клубе на следующий же день в матче Трофея Футбольной лиги против «Йорк Сити». 5 декабря забил свой первый гол в матче следующего раунда трофея Футбольной лиги против «Уиган Атлетик», матч закончился со счётом 2:2, «Барнсли» выиграл по пенальти со счётом 4:2. Через неделю Тоуни забил первый гол в лиге, в матче против «Колчестер Юнайтед».

### «Питерборо Юнайтед»
9 августа 2018 года Айван Тоуни подписал контракт с клубом Питерборо Юнайтед. По данным из ряда источников, контракт оценивался в £650 000.
За сезон 2018/19 в Лиге 1 и кубковых встречах этого же сезона выходил на поле в 55 играх и забил 23 гола, став лучшим бомбардиром команды.

## Статистика
| Клуб                      | Сезон            | Лига             | Лига | Лига | Кубок Англии | Кубок Англии | Кубок лиги | Кубок лиги | Прочие | Прочие | Всего | Всего |
| Клуб                      | Сезон            | Дивизион         | Игры | Голы | Игры         | Голы         | Игры       | Голы       | Игры   | Голы   | Игры  | Голы  |
| ------------------------- | ---------------- | ---------------- | ---- | ---- | ------------ | ------------ | ---------- | ---------- | ------ | ------ | ----- | ----- |
| Нортгемптон Таун          | 2012/13          | Лига 2           | 0    | 0    | 1            | 0            | 0          | 0          | 0      | 0      | 1     | 0     |
| Нортгемптон Таун          | 2013/14          | Лига 2           | 13   | 3    | 0            | 0            | 1          | 0          | 1      | 0      | 15    | 3     |
| Нортгемптон Таун          | 2014/15          | Лига 2           | 40   | 8    | 2            | 1            | 1          | 1          | 1      | 0      | 44    | 10    |
| Всего                     | Всего            | Всего            | 53   | 11   | 3            | 1            | 2          | 1          | 2      | 0      | 60    | 13    |
| Ньюкасл Юнайтед           | 2015/16          | Премьер-лига     | 2    | 0    | 0            | 0            | 2          | 0          | 0      | 0      | 4     | 0     |
| Всего                     | Всего            | Всего            | 2    | 0    | 0            | 0            | 2          | 0          | 0      | 0      | 4     | 0     |
| Барнсли (аренда)          | 2015/16          | Лига 1           | 18   | 1    | —            | —            | —          | —          | 2      | 0      | 20    | 1     |
| Шрусбери Таун (аренда)    | 2016/17          | Лига 1           | 19   | 6    | 3            | 0            | 2          | 0          | 0      | 0      | 24    | 6     |
| Сканторп Юнайтед (аренда) | 2016/17          | Лига 1           | 15   | 6    | 0            | 0            | 0          | 0          | 2      | 1      | 17    | 7     |
| Уиган Атлетик (аренда)    | 2017/18          | Лига 1           | 24   | 4    | 4            | 2            | 0          | 0          | 0      | 0      | 28    | 6     |
| Сканторп Юнайтед (аренда) | 2017/18          | Лига 1           | 16   | 8    | 0            | 0            | 0          | 0          | 2      | 0      | 18    | 8     |
| Питерборо Юнайтед         | 2018/19          | Лига 1           | 44   | 16   | 4            | 4            | 1          | 0          | 6      | 3      | 55    | 23    |
| Питерборо Юнайтед         | 2019/20          | Лига 1           | 32   | 24   | 4            | 2            | 1          | 0          | 2      | 0      | 39    | 26    |
| Питерборо Юнайтед         | Итого            | Итого            | 76   | 40   | 8            | 6            | 2          | 0          | 8      | 3      | 94    | 49    |
| Брентфорд                 | 2020/21          | Чемпионшип       | 45   | 31   | 0            | 0            | 4          | 0          | 0      | 0      | 49    | 31    |
| Всего за карьеру          | Всего за карьеру | Всего за карьеру | 265  | 107  | 18           | 9            | 12         | 1          | 22     | 6      | 317   | 123   |